# WTA Tour 2005
Die WTA Tour 2005 (offiziell: Sony Ericsson WTA Tour 2005) war der 35. Jahrgang der Damentennis-Turnierserie, die von der Women’s Tennis Association ausgetragen wird.
Die Teamwettbewerbe Hopman Cup und Fed Cup sind nicht Bestandteil der WTA Tour. Hier werden sie dennoch aufgeführt, da die Spitzenspielerinnen diese Turniere in der Regel spielen.

## Turnierplan
| Kategorie          |
| ------------------ |
| Grand Slam         |
| Tour Championships |
| Tier I             |
| Tier II            |
| Tier III           |
| Tier IV & V        |

| Sonstige   |
| ---------- |
| Hopman Cup |
| Fed Cup    |

### Erklärungen
Die Zeichenfolge von z. B. 128E/96Q/64D/32Q/32M hat folgende Bedeutung:

128E = 128 Spielerinnen spielen im Einzel

96Q = 96 Spielerinnen spielen die Qualifikation

64D = 64 Paarungen spielen im Doppel

32Q = 32 Paarungen spielen die Qualifikation

32M = 32 Paarungen spielen im Mixed

### Januar
| Datum 1 | Turnier | Sieger(in)                          | Finalgegner(in)                         | Ergebnis       |
| ------- | --- | ----------------------------------- | --------------------------------------- | -------------- |
| 03.01.  | Hopman Cup Perth, Australien ITF – 1.000.000 $ Hartplatz                                                             | Daniela Hantuchová Dominik Hrbatý   | Gisela Dulko Guillermo Coria            | 3:0            |
| 03.01.  | Uncle Tobys Hardcourts Gold Coast, Australien Tier III – 170.000 $ Hartplatz – 32E/32Q/16D/4Q                        | Patty Schnyder                      | Samantha Stosur                         | 1:6, 6:3, 7:5  |
| 03.01.  | Uncle Tobys Hardcourts Gold Coast, Australien Tier III – 170.000 $ Hartplatz – 32E/32Q/16D/4Q                        | Jelena Lichowzewa Magdalena Maleewa | Maria Elena Camerin Silvia Farina Elia  | 6:3, 5:7, 6:1  |
| 03.01.  | ASB Classic Auckland, Neuseeland Tier IV – 140.000 $ Hartplatz – 32E/32Q/16D/4Q                                      | Katarina Srebotnik                  | Shinobu Asagoe                          | 5:7, 7:5, 6:4  |
| 03.01.  | ASB Classic Auckland, Neuseeland Tier IV – 140.000 $ Hartplatz – 32E/32Q/16D/4Q                                      | Shinobu Asagoe Katarina Srebotnik   | Leanne Baker Francesca Lubiani          | 6:3, 6:3       |
| 10.01.  | Moorilla International Hobart, Australien Tier V – 110.000 $ Hartplatz – 32E/32Q/16D/3Q                              | Zheng Jie                           | Gisela Dulko                            | 6:2, 6:0       |
| 10.01.  | Moorilla International Hobart, Australien Tier V – 110.000 $ Hartplatz – 32E/32Q/16D/3Q                              | Yan Zi Zheng Jie                    | Anabel Medina Garrigues Dinara Safina   | 6:4, 7:5       |
| 10.01.  | Medibank International Sydney, Australien Tier II – 585.000 $ Hartplatz – 28E/32Q/16D/3Q                             | Alicia Molik                        | Samantha Stosur                         | 6:75, 6:4, 7:5 |
| 10.01.  | Medibank International Sydney, Australien Tier II – 585.000 $ Hartplatz – 28E/32Q/16D/3Q                             | Bryanne Stewart Samantha Stosur     | Jelena Dementjewa Ai Sugiyama           | kampflos       |
| 10.01.  | Richard Luton Properties Canberra Women’s Classic Canberra, Australien Tier V – 110.000 $ Hartplatz – 32E/32Q/16D/4Q | Ana Ivanović                        | Melinda Czink                           | 7:5, 6:1       |
| 10.01.  | Richard Luton Properties Canberra Women’s Classic Canberra, Australien Tier V – 110.000 $ Hartplatz – 32E/32Q/16D/4Q | Tathiana Garbin Tina Križan         | Gabriela Navrátilová Michaela Paštiková | 7:5, 1:6, 6:4  |
| 17.01.  | Australian Open Melbourne, Australien Grand Slam – 5.952.601 $ Hartplatz – 128E/96Q/64D/32M                          | Serena Williams                     | Lindsay Davenport                       | 2:6, 6:3, 6:0  |
| 17.01.  | Australian Open Melbourne, Australien Grand Slam – 5.952.601 $ Hartplatz – 128E/96Q/64D/32M                          | Swetlana Kusnezowa Alicia Molik     | Lindsay Davenport Corina Morariu        | 6:3, 6:4       |
| 17.01.  | Australian Open Melbourne, Australien Grand Slam – 5.952.601 $ Hartplatz – 128E/96Q/64D/32M                          | Samantha Stosur Scott Draper        | Liezel Huber Kevin Ullyett              | 6:2, 2:6, 7:66 |
| 31.01.  | Volvo Women’s Open Pattaya, Thailand Tier IV – 170.000 $ Hartplatz – 32E/32Q/16D/4Q                                  | Conchita Martínez                   | Anna-Lena Grönefeld                     | 6:3, 3:6, 6:3  |
| 31.01.  | Volvo Women’s Open Pattaya, Thailand Tier IV – 170.000 $ Hartplatz – 32E/32Q/16D/4Q                                  | Marion Bartoli Anna-Lena Grönefeld  | Marta Domachowska Silvija Talaja        | 6:3, 6:2       |
| 31.01.  | Toray Pan Pacific Open (Halle) Tokio, Japan Tier I – 1.300.000 $ Teppich – 28E/32Q/16D/4Q                            | Marija Scharapowa                   | Lindsay Davenport                       | 6:1, 3:6, 7:65 |
| 31.01.  | Toray Pan Pacific Open (Halle) Tokio, Japan Tier I – 1.300.000 $ Teppich – 28E/32Q/16D/4Q                            | Janette Husárová Jelena Lichowzewa  | Lindsay Davenport Corina Morariu        | 6:4, 6:3       |

### Februar
| Datum 1 | Turnier                                                                                                 | Siegerin                            | Finalgegnerin                                          | Ergebnis       |
| ------- | --- | ----------------------------------- | ------------------------------------------------------ | -------------- |
| 07.02.  | Hyderabad Open Hyderabad, Indien Tier IV – 140.000 $ Hartplatz – 32E/32Q/16D/4Q                         | Sania Mirza                         | Aljona Bondarenko                                      | 6:4, 5:7, 6:3  |
| 07.02.  | Hyderabad Open Hyderabad, Indien Tier IV – 140.000 $ Hartplatz – 32E/32Q/16D/4Q                         | Yan Zi Zheng Jie                    | Li Ting Sun Tiantian                                   | 6:4, 6:1       |
| 07.02.  | Open Gaz de France (Halle) Paris, Frankreich Tier II – 585.000 $ Hartplatz – 28E/32Q/16D                | Dinara Safina                       | Amélie Mauresmo                                        | 6:4, 2:6, 6:3  |
| 07.02.  | Open Gaz de France (Halle) Paris, Frankreich Tier II – 585.000 $ Hartplatz – 28E/32Q/16D                | Iveta Benešová Květa Peschke        | Anabel Medina Garrigues Dinara Safina                  | 6:2, 2:6, 6:2  |
| 14.02.  | Cellular South Cup (Halle) Memphis, Vereinigte Staaten Tier III – 170.000 $ Hartplatz – 32E/32Q/16D/4Q  | Wera Swonarjowa                     | Meghann Shaughnessy                                    | 7:63, 6:2      |
| 14.02.  | Cellular South Cup (Halle) Memphis, Vereinigte Staaten Tier III – 170.000 $ Hartplatz – 32E/32Q/16D/4Q  | Miho Saeki Yuka Yoshida             | Laura Granville Abigail Spears                         | 6:3, 6:4       |
| 14.02.  | Proximus Diamond Games (Halle) Antwerpen, Belgien Tier II – 585.000 $ Hartplatz – 28E/32Q/16D/4Q        | Amélie Mauresmo                     | Venus Williams                                         | 4:6, 7:5, 6:4  |
| 14.02.  | Proximus Diamond Games (Halle) Antwerpen, Belgien Tier II – 585.000 $ Hartplatz – 28E/32Q/16D/4Q        | Cara Black Els Callens              | Anabel Medina Garrigues Dinara Safina                  | 3:6, 6:4, 6:4  |
| 14.02.  | Copa Colsanitas Seguros Bolivar Bogotá, Kolumbien Tier III – 170.000 $ Sandplatz (rot) – 32E/32Q/16D/4Q | Flavia Pennetta                     | Lourdes Domínguez Lino                                 | 7:64, 6:4      |
| 14.02.  | Copa Colsanitas Seguros Bolivar Bogotá, Kolumbien Tier III – 170.000 $ Sandplatz (rot) – 32E/32Q/16D/4Q | Emmanuelle Gagliardi Tina Pisnik    | Ľubomíra Kurhajcová Barbora Strýcová                   | 6:4, 6:3       |
| 21.02.  | Qatar Total Open Doha, Katar Tier II – 600.000 $ Hartplatz – 28E/31Q/16D/4Q                             | Marija Scharapowa                   | Alicia Molik                                           | 4:6, 6:1, 6:4  |
| 21.02.  | Qatar Total Open Doha, Katar Tier II – 600.000 $ Hartplatz – 28E/31Q/16D/4Q                             | Alicia Molik Francesca Schiavone    | Cara Black Liezel Huber                                | 6:3, 6:4       |
| 21.02.  | Abierto Mexicano Telcel Acapulco, Mexiko Tier III – 180.000 $ Sandplatz (rot) – 32E/32Q/16D/4Q          | Flavia Pennetta                     | Ľudmila Cervanová                                      | 3:6, 7:5, 6:3  |
| 21.02.  | Abierto Mexicano Telcel Acapulco, Mexiko Tier III – 180.000 $ Sandplatz (rot) – 32E/32Q/16D/4Q          | Alina Schidkowa Tetjana Perebyjnis  | Rosa María Andrés Rodríguez Conchita Martínez Granados | 7:5, 6:3       |
| 28.02.  | Dubai Duty Free Women’s Open Dubai, Dubai Tier II – 1.000.000 $ Hartplatz – 28E/32Q/16D/4Q              | Lindsay Davenport                   | Jelena Janković                                        | 6:4, 3:6, 6:4  |
| 28.02.  | Dubai Duty Free Women’s Open Dubai, Dubai Tier II – 1.000.000 $ Hartplatz – 28E/32Q/16D/4Q              | Virginia Ruano Pascual Paola Suárez | Swetlana Kusnezowa Alicia Molik                        | 6:77, 6:2, 6:1 |

### März
| Datum 1 | Turnier                                                                                            | Siegerin                            | Finalgegnerin                     | Ergebnis       |
| ------- | -------------------------------------------------------------------------------------------------- | ----------------------------------- | --------------------------------- | -------------- |
| 07.03.  | Pacific Life Open Indian Wells, Vereinigte Staaten Tier I – 2.100.000 $ Hartplatz – 96E/48Q/32D/8Q | Kim Clijsters                       | Lindsay Davenport                 | 6:4, 4:6, 6:2  |
| 07.03.  | Pacific Life Open Indian Wells, Vereinigte Staaten Tier I – 2.100.000 $ Hartplatz – 96E/48Q/32D/8Q | Virginia Ruano Pascual Paola Suárez | Nadja Petrowa Meghann Shaughnessy | 7:63, 6:1      |
| 21.03.  | NASDAQ-100 Open Miami, Vereinigte Staaten Tier I – 3.115.000 $ Hartplatz – 96E/48Q/32D/8Q          | Kim Clijsters                       | Marija Scharapowa                 | 6:3, 7:5       |
| 21.03.  | NASDAQ-100 Open Miami, Vereinigte Staaten Tier I – 3.115.000 $ Hartplatz – 96E/48Q/32D/8Q          | Swetlana Kusnezowa Alicia Molik     | Lisa Raymond Rennae Stubbs        | 7:5, 6:75, 6:2 |

### April
| Datum 1 | Turnier | Siegerin                                 | Finalgegnerin                       | Ergebnis       |
| ------- | --- | ---------------------------------------- | ----------------------------------- | -------------- |
| 04.04.  | Bausch & Lomb Championships Amelia Island, Vereinigte Staaten Tier II – 585.000 $ Sandplatz (grün) – 56E/32Q/16D/4Q | Lindsay Davenport                        | Silvia Farina Elia                  | 7:5, 7:5       |
| 04.04.  | Bausch & Lomb Championships Amelia Island, Vereinigte Staaten Tier II – 585.000 $ Sandplatz (grün) – 56E/32Q/16D/4Q | Bryanne Stewart Samantha Stosur          | Květa Peschke Patty Schnyder        | 6:4, 6:2       |
| 11.04.  | Family Circle Cup Charleston, Vereinigte Staaten Tier I – 1.300.000 $ Sandplatz (grün) – 56E/32Q/28D/4Q             | Justine Henin-Hardenne                   | Jelena Dementjewa                   | 7:5, 6:4       |
| 11.04.  | Family Circle Cup Charleston, Vereinigte Staaten Tier I – 1.300.000 $ Sandplatz (grün) – 56E/32Q/28D/4Q             | Conchita Martínez Virginia Ruano Pascual | Iveta Benešová Květa Peschke        | 6:1, 6:4       |
| 25.04.  | J&S Cup Warschau, Polen Tier II – 585.000 $ Sandplatz (rot) – 28E/32Q/16D/4Q                                        | Justine Henin-Hardenne                   | Swetlana Kusnezowa                  | 3:6, 6:2, 7:5  |
| 25.04.  | J&S Cup Warschau, Polen Tier II – 585.000 $ Sandplatz (rot) – 28E/32Q/16D/4Q                                        | Tetjana Perebyjnis Barbora Strýcová      | Klaudia Jans Alicja Rosolska        | 6:1, 6:4       |
| 25.04.  | Estoril Open Oeiras, Portugal Tier IV – 140.000 $ Sandplatz (rot) – 32E/21Q/13D                                     | Lucie Šafářová                           | Li Na                               | 6:74, 6:4, 6:3 |
| 25.04.  | Estoril Open Oeiras, Portugal Tier IV – 140.000 $ Sandplatz (rot) – 32E/21Q/13D                                     | Li Ting Sun Tiantian                     | Michaëlla Krajicek Henrieta Nagyová | 6:3, 6:1       |

### Mai
| Datum 1 | Turnier | Sieger(in)                            | Finalgegner(in)                               | Ergebnis       |
| ------- | --- | ------------------------------------- | --------------------------------------------- | -------------- |
| 02.05.  | Qatar Total German Open Berlin, Deutschland Tier I – 1.300.000 $ Sandplatz (rot) – 56E/32Q/28D/4Q            | Justine Henin-Hardenne                | Nadja Petrowa                                 | 6:3, 4:6, 6:3  |
| 02.05.  | Qatar Total German Open Berlin, Deutschland Tier I – 1.300.000 $ Sandplatz (rot) – 56E/32Q/28D/4Q            | Jelena Lichowzewa Wera Swonarjowa     | Cara Black Liezel Huber                       | 4:6, 6:4, 6:3  |
| 02.05.  | Grand Prix SAR La Princesse Lalla Meryem Rabat, Marokko Tier IV – 140.000 $ Sandplatz (rot) – 32E/32Q/16D/4Q | Nuria Llagostera Vives                | Zheng Jie                                     | 6:4, 6:2       |
| 02.05.  | Grand Prix SAR La Princesse Lalla Meryem Rabat, Marokko Tier IV – 140.000 $ Sandplatz (rot) – 32E/32Q/16D/4Q | Émilie Loit Barbora Strýcová          | Lourdes Domínguez Lino Nuria Llagostera Vives | 3:6, 7:65, 7:5 |
| 09.05.  | Telecom Italia Masters Roma Rom, Italien Tier I – 1.300.000 $ Sandplatz (rot) – 56E/32Q/28D/4Q               | Amélie Mauresmo                       | Patty Schnyder                                | 2:6, 6:3, 6:4  |
| 09.05.  | Telecom Italia Masters Roma Rom, Italien Tier I – 1.300.000 $ Sandplatz (rot) – 56E/32Q/28D/4Q               | Cara Black Liezel Huber               | Marija Kirilenko Medina Garrigues             | 6:0, 4:6, 6:1  |
| 09.05.  | ECM Prague Open Prag, Tschechien Tier IV – 140.000 $ Sandplatz (rot) – 32E/30Q/16D/4Q                        | Dinara Safina                         | Zuzana Ondrášková                             | 7:62, 6:3      |
| 09.05.  | ECM Prague Open Prag, Tschechien Tier IV – 140.000 $ Sandplatz (rot) – 32E/30Q/16D/4Q                        | Émilie Loit Nicole Pratt              | Jelena Kostanić Barbora Strýcová              | 6:76, 6:4, 6:4 |
| 16.05.  | Internationaux de Strasbourg Straßburg, Frankreich Tier III – 170.000 $ Sandplatz (rot) – 30E/32Q/16D/4Q     | Anabel Medina Garrigues               | Marta Domachowska                             | 6:4, 6:3       |
| 16.05.  | Internationaux de Strasbourg Straßburg, Frankreich Tier III – 170.000 $ Sandplatz (rot) – 30E/32Q/16D/4Q     | Rosa María Andrés Andreea Vanc        | Marta Domachowska Marlene Weingärtner         | 6:3, 6:1       |
| 16.05.  | Istanbul Cup Istanbul, Türkei Tier III – 200.000 $ Sandplatz (rot) – 30E/24Q/16D/4Q                          | Venus Williams                        | Nicole Vaidišová                              | 6:3, 6:2       |
| 16.05.  | Istanbul Cup Istanbul, Türkei Tier III – 200.000 $ Sandplatz (rot) – 30E/24Q/16D/4Q                          | Marta Marrero Antonella Serra Zanetti | Daniela Klemenschits Sandra Klemenschits      | 6:4, 6:0       |
| 23.05.  | French Open Paris, Frankreich Grand Slam – 5.301.154 $ Sandplatz (rot) – 128E/96Q/64D/32M                    | Justine Henin-Hardenne                | Mary Pierce                                   | 6:1, 6:1       |
| 23.05.  | French Open Paris, Frankreich Grand Slam – 5.301.154 $ Sandplatz (rot) – 128E/96Q/64D/32M                    | Virginia Ruano Pascual Paola Suárez   | Cara Black Liezel Huber                       | 4:6, 6:3, 6:3  |
| 23.05.  | French Open Paris, Frankreich Grand Slam – 5.301.154 $ Sandplatz (rot) – 128E/96Q/64D/32M                    | Daniela Hantuchová Fabrice Santoro    | Martina Navratilova Leander Paes              | 3:6, 6:3, 6:2  |

### Juni
| Datum 1 | Turnier | Sieger(in)                            | Finalgegner(in)                       | Ergebnis        |
| ------- | --- | ------------------------------------- | ------------------------------------- | --------------- |
| 06.06.  | DFS Classic Birmingham, Großbritannien Tier III – 200.000 $ Rasen – 56E/32Q/16D/4Q                                | Marija Scharapowa                     | Jelena Janković                       | 6:2, 4:6, 6:1   |
| 06.06.  | DFS Classic Birmingham, Großbritannien Tier III – 200.000 $ Rasen – 56E/32Q/16D/4Q                                | Daniela Hantuchová Ai Sugiyama        | Eleni Daniilidou Jennifer Russell     | 6:2, 6:3        |
| 13.06.  | Hastings Direct International Championships Eastbourne, Großbritannien Tier II – 585.000 $ Rasen – 28E/32Q/16D/4Q | Kim Clijsters                         | Wera Duschewina                       | 7:5, 6:0        |
| 13.06.  | Hastings Direct International Championships Eastbourne, Großbritannien Tier II – 585.000 $ Rasen – 28E/32Q/16D/4Q | Lisa Raymond Rennae Stubbs            | Jelena Lichowzewa Wera Swonarjowa     | 6:3, 7:5        |
| 13.06.  | Ordina Open ’s-Hertogenbosch, Niederlande Tier III – 170.000 $ Rasen – 30E/16D                                    | Klára Koukalová                       | Lucie Šafářová                        | 3:6, 6:2, 6:2   |
| 13.06.  | Ordina Open ’s-Hertogenbosch, Niederlande Tier III – 170.000 $ Rasen – 30E/16D                                    | Anabel Medina Garrigues Dinara Safina | Iveta Benešová Nuria Llagostera Vives | 6:4, 2:6, 7:611 |
| 20.06.  | Wimbledon Championships London, Großbritannien Grand Slam – 7.385.286 $ Rasen – 128E/96Q/64D/16Q/64M              | Venus Williams                        | Lindsay Davenport                     | 4:6, 7:64, 9:7  |
| 20.06.  | Wimbledon Championships London, Großbritannien Grand Slam – 7.385.286 $ Rasen – 128E/96Q/64D/16Q/64M              | Cara Black Liezel Huber               | Swetlana Kusnezowa Amélie Mauresmo    | 6:2, 6:1        |
| 20.06.  | Wimbledon Championships London, Großbritannien Grand Slam – 7.385.286 $ Rasen – 128E/96Q/64D/16Q/64M              | Mary Pierce Mahesh Bhupathi           | Tetjana Perebyjnis Paul Hanley        | 6:4, 6:2        |

### Juli
| Datum 1 | Turnier | Siegerin                                | Finalgegnerin                           | Ergebnis          |
| ------- | --- | --------------------------------------- | --------------------------------------- | ----------------- |
| 11.07.  | Internazionali di Modena Modena, Italien Tier IV – 140.000 $ Sandplatz (rot) – 32E/32Q/16D/4Q                                  | Anna Smaschnowa                         | Tathiana Garbin                         | 6:6 (3:0) Aufgabe |
| 11.07.  | Internazionali di Modena Modena, Italien Tier IV – 140.000 $ Sandplatz (rot) – 32E/32Q/16D/4Q                                  | Julija Bejhelsymer Mervana Jugić-Salkić | Gabriela Navrátilová Michaela Paštiková | 6:2, 6:0          |
| 18.07.  | Western & Southern Financial Group Women’s Open Cincinnati, Vereinigte Staaten Tier III – 170.000 $ Hartplatz – 32E/32Q/16D/3Q | Patty Schnyder                          | Akiko Morigami                          | 6:4, 6:0          |
| 18.07.  | Western & Southern Financial Group Women’s Open Cincinnati, Vereinigte Staaten Tier III – 170.000 $ Hartplatz – 32E/32Q/16D/3Q | Laura Granville Abigail Spears          | Květa Peschke María Emilia Salerni      | 3:6, 6:2, 6:4     |
| 18.07.  | Internazionali Femminili di Palermo Palermo, Italien Tier IV – 140.000 $ Sandplatz (rot) – 32E/32Q/16D/4Q                      | Anabel Medina Garrigues                 | Klára Koukalová                         | 6:4, 6:0          |
| 18.07.  | Internazionali Femminili di Palermo Palermo, Italien Tier IV – 140.000 $ Sandplatz (rot) – 32E/32Q/16D/4Q                      | Giulia Casoni Marija Korytzewa          | Klaudia Jans Alicja Rosolska            | 4:6, 6:3, 7:5     |
| 25.07.  | Bank of the West Classic Stanford (Kalifornien), Vereinigte Staaten Tier II – 585.000 $ Hartplatz – 28E/32Q/16D/4Q             | Kim Clijsters                           | Venus Williams                          | 7:5, 6:2          |
| 25.07.  | Bank of the West Classic Stanford (Kalifornien), Vereinigte Staaten Tier II – 585.000 $ Hartplatz – 28E/32Q/16D/4Q             | Cara Black Rennae Stubbs                | Jelena Lichowzewa Wera Swonarjowa       | 6:3, 7:5          |
| 25.07.  | Tippmix Budapest Grand Prix Budapest, Ungarn Tier IV – 140.000 $ Sandplatz (rot) – 32E/32Q/16D/4Q                              | Anna Smaschnowa                         | Catalina Castaño                        | 6:2, 6:2          |
| 25.07.  | Tippmix Budapest Grand Prix Budapest, Ungarn Tier IV – 140.000 $ Sandplatz (rot) – 32E/32Q/16D/4Q                              | Émilie Loit Katarina Srebotnik          | Lourdes Domínguez Lino Marta Marrero    | 6:1, 3:6, 6:2     |

### August
| Datum 1 | Turnier | Sieger(in)                               | Finalgegner(in)                          | Ergebnis       |
| ------- | --- | ---------------------------------------- | ---------------------------------------- | -------------- |
| 01.08.  | Acura Classic San Diego, Vereinigte Staaten Tier I – 1.300.000 $ Hartplatz – 56E/32Q/28D/4Q                               | Mary Pierce                              | Ai Sugiyama                              | 6:0, 6:3       |
| 01.08.  | Acura Classic San Diego, Vereinigte Staaten Tier I – 1.300.000 $ Hartplatz – 56E/32Q/28D/4Q                               | Conchita Martínez Virginia Ruano Pascual | Daniela Hantuchová Ai Sugiyama           | 6:77, 6:1, 7:5 |
| 08.08.  | JPMorgan Chase Open Carson, Vereinigte Staaten Tier II – 585.000 $ Hartplatz – 56E/32Q/16D/4Q                             | Kim Clijsters                            | Daniela Hantuchová                       | 6:4, 6:1       |
| 08.08.  | JPMorgan Chase Open Carson, Vereinigte Staaten Tier II – 585.000 $ Hartplatz – 56E/32Q/16D/4Q                             | Jelena Dementjewa Flavia Pennetta        | Angela Haynes Bethanie Mattek            | 6:2, 6:4       |
| 08.08.  | Nordea Nordic Light Open Stockholm, Schweden Tier IV – 140.000 $ Hartplatz – 32E/32Q/16D/4Q                               | Katarina Srebotnik                       | Anastassija Myskina                      | 7:5, 6:2       |
| 08.08.  | Nordea Nordic Light Open Stockholm, Schweden Tier IV – 140.000 $ Hartplatz – 32E/32Q/16D/4Q                               | Émilie Loit Katarina Srebotnik           | Eva Birnerová Mara Santangelo            | 6:4, 6:3       |
| 15.08.  | Rogers Cup Toronto, Kanada Tier I – 1.300.000 $ Hartplatz – 56E/48Q/28D/4Q                                                | Kim Clijsters                            | Justine Henin-Hardenne                   | 7:5, 6:1       |
| 15.08.  | Rogers Cup Toronto, Kanada Tier I – 1.300.000 $ Hartplatz – 56E/48Q/28D/4Q                                                | Anna-Lena Grönefeld Martina Navratilova  | Conchita Martínez Virginia Ruano Pascual | 5:7, 6:3, 6:4  |
| 22.08.  | Pilot Pen Tennis presented by Michelob Ultra New Haven, Vereinigte Staaten Tier II – 600.000 $ Hartplatz – 28E/32Q/16D/4Q | Lindsay Davenport                        | Amélie Mauresmo                          | 6:4, 6:4       |
| 22.08.  | Pilot Pen Tennis presented by Michelob Ultra New Haven, Vereinigte Staaten Tier II – 600.000 $ Hartplatz – 28E/32Q/16D/4Q | Lisa Raymond Samantha Stosur             | Gisela Dulko Marija Kirilenko            | 6:2, 6:76, 6:1 |
| 22.08.  | Forest Hills Tennis Classic Forest Hills, Vereinigte Staaten Tier IV – 74.800 $ Hartplatz – 16E                           | Lucie Šafářová                           | Sania Mirza                              | 3:6, 7:5, 6:4  |
| 29.08.  | US Open New York, Vereinigte Staaten Grand Slam – 7.147.042 $ Hartplatz – 128E/128Q/64D/32M                               | Kim Clijsters                            | Mary Pierce                              | 6:3, 6:1       |
| 29.08.  | US Open New York, Vereinigte Staaten Grand Slam – 7.147.042 $ Hartplatz – 128E/128Q/64D/32M                               | Lisa Raymond Samantha Stosur             | Jelena Dementjewa Flavia Pennetta        | 6:2, 5:7, 6:3  |
| 29.08.  | US Open New York, Vereinigte Staaten Grand Slam – 7.147.042 $ Hartplatz – 128E/128Q/64D/32M                               | Daniela Hantuchová Mahesh Bhupathi       | Katarina Srebotnik Nenad Zimonjić        | 6:4, 6:2       |

### September
| Datum 1 | Turnier                                                                                                  | Siegerin                                  | Finalgegnerin                      | Ergebnis         |
| ------- | --- | ----------------------------------------- | ---------------------------------- | ---------------- |
| 12.09.  | Wismilak International Bali, Indonesien Tier III – 225.000 $ Hartplatz – 30E/15Q/16D/3Q                  | Lindsay Davenport                         | Francesca Schiavone                | 6:2, 6:4         |
| 12.09.  | Wismilak International Bali, Indonesien Tier III – 225.000 $ Hartplatz – 30E/15Q/16D/3Q                  | Anna-Lena Grönefeld Meghann Shaughnessy   | Yan Zi Zheng Jie                   | 6:3, 6:3         |
| 12.09.  | Fed Cup Finale Paris, Sandplatz (rot)                                                                    | Russland                                  | Frankreich                         | 3:2              |
| 19.09.  | China Open Peking, China Tier II – 585.000 $ Hartplatz – 28E/29Q/16D/4Q                                  | Marija Kirilenko                          | Anna-Lena Grönefeld                | 6:3, 6:4         |
| 19.09.  | China Open Peking, China Tier II – 585.000 $ Hartplatz – 28E/29Q/16D/4Q                                  | Nuria Llagostera Vives María Vento-Kabchi | Yan Zi Zheng Jie                   | 6:2, 6:4         |
| 19.09.  | Sunfeast Opoen (Halle) Kalkutta, Indien Tier III – 170.000 $ Hartplatz – 32E/10Q/16D                     | Anastassija Myskina                       | Karolina Šprem                     | 6:2, 6:2         |
| 19.09.  | Sunfeast Opoen (Halle) Kalkutta, Indien Tier III – 170.000 $ Hartplatz – 32E/10Q/16D                     | Jelena Lichowzewa Anastassija Myskina     | Neha Uberoi Shikha Uberoi          | 6:1, 6:0         |
| 19.09.  | Banka Koper Slovenia Open (Halle) Portorož, Slowenien Tier IV – 140.000 $ Hartplatz – 32E/32Q/16D/4Q     | Klára Koukalová                           | Katarina Srebotnik                 | 6:2, 4:6, 6:3    |
| 19.09.  | Banka Koper Slovenia Open (Halle) Portorož, Slowenien Tier IV – 140.000 $ Hartplatz – 32E/32Q/16D/4Q     | Anabel Medina Garrigues Roberta Vinci     | Jelena Kostanić Katarina Srebotnik | 6:4, 5:7, 6:2    |
| 26.10.  | Fortis Championships (Halle) Luxemburg (Stadt), Luxemburg Tier II – 585.000 $ Hartplatz – 28E/32Q/16D/4Q | Kim Clijsters                             | Anna-Lena Grönefeld                | 6:2, 6:4         |
| 26.10.  | Fortis Championships (Halle) Luxemburg (Stadt), Luxemburg Tier II – 585.000 $ Hartplatz – 28E/32Q/16D/4Q | Lisa Raymond Samantha Stosur              | Cara Black Rennae Stubbs           | 7:5, 6:1         |
| 26.10.  | Hansol Korea Open Tennis Championships Seoul, Südkorea Tier IV – 140.000 $ Hartplatz – 32E/32Q/16D/4Q    | Nicole Vaidišová                          | Jelena Janković                    | 7:5, 6:3         |
| 26.10.  | Hansol Korea Open Tennis Championships Seoul, Südkorea Tier IV – 140.000 $ Hartplatz – 32E/32Q/16D/4Q    | Chan Yung-jan Chuang Chia-jung            | Jill Craybas Natalie Grandin       | 6:2, 6:4         |
| 26.10.  | JinJianNan Guangzhou International Guangzhou, China Tier III – 170.000 $ Hartplatz – 32E/16Q/16D/3Q      | Yan Zi                                    | Nuria Llagostera Vives             | 6:4, 4:0 Aufgabe |
| 26.10.  | JinJianNan Guangzhou International Guangzhou, China Tier III – 170.000 $ Hartplatz – 32E/16Q/16D/3Q      | Maria Elena Camerin Emmanuelle Gagliardi  | Neha Uberoi Shikha Uberoi          | 7:65, 6:3        |

### Oktober
| Datum 1 | Turnier | Siegerin                               | Finalgegnerin                            | Ergebnis          |
| ------- | --- | -------------------------------------- | ---------------------------------------- | ----------------- |
| 03.10.  | Porsche Tennis Grand Prix (Halle) Filderstadt, Deutschland Tier II – 650.000 $ Hartplatz – 28E/31Q/16D/4Q     | Lindsay Davenport                      | Amélie Mauresmo                          | 6:2, 6:4          |
| 03.10.  | Porsche Tennis Grand Prix (Halle) Filderstadt, Deutschland Tier II – 650.000 $ Hartplatz – 28E/31Q/16D/4Q     | Daniela Hantuchová Anastassija Myskina | Květa Peschke Francesca Schiavone        | 6:0, 3:6, 7:5     |
| 03.10.  | AIG Japan Open Tokio, Japan Tier III – 170.000 $ Hartplatz – 32E/32Q/16D/4Q                                   | Nicole Vaidišová                       | Tatiana Golovin                          | 7:64, 3:2 Aufgabe |
| 03.10.  | AIG Japan Open Tokio, Japan Tier III – 170.000 $ Hartplatz – 32E/32Q/16D/4Q                                   | Gisela Dulko Marija Kirilenko          | Shinobu Asagoe María Vento-Kabchi        | 7:5, 4:6, 6:3     |
| 03.10.  | Tashkent Open Taschkent, Usbekistan Tier IV – 140.000 $ Hartplatz – 32E/16Q/16D/4Q                            | Michaëlla Krajicek                     | Oqgul Omonmurodova                       | 6:0, 4:6, 6:3     |
| 03.10.  | Tashkent Open Taschkent, Usbekistan Tier IV – 140.000 $ Hartplatz – 32E/16Q/16D/4Q                            | Maria Elena Camerin Émilie Loit        | Anastassija Rodionowa Galina Woskobojewa | 6:3, 6:0          |
| 10.10.  | Kremlin Cup (Halle) Moskau, Russland Tier I – 1.300.000 $ Teppich – 28E/32Q/16D/4Q                            | Mary Pierce                            | Francesca Schiavone                      | 6:4, 6:3          |
| 10.10.  | Kremlin Cup (Halle) Moskau, Russland Tier I – 1.300.000 $ Teppich – 28E/32Q/16D/4Q                            | Lisa Raymond Samantha Stosur           | Cara Black Rennae Stubbs                 | 6:2, 6:4          |
| 10.10.  | ptt Thailand Open Bangkok, Thailand Tier III – 200.000 $ Hartplatz – 32E/32Q/16D/4Q                           | Nicole Vaidišová                       | Nadja Petrowa                            | 6:1, 6:75, 7:5    |
| 10.10.  | ptt Thailand Open Bangkok, Thailand Tier III – 200.000 $ Hartplatz – 32E/32Q/16D/4Q                           | Shinobu Asagoe Gisela Dulko            | Conchita Martínez Virginia Ruano Pascual | 6:1, 7:5          |
| 17.10.  | Zürich Open (Halle) Zürich, Schweiz Tier I – 1.300.000 $ Hartplatz – 28E/32Q/16D/4Q                           | Lindsay Davenport                      | Patty Schnyder                           | 7:65, 6:3         |
| 17.10.  | Zürich Open (Halle) Zürich, Schweiz Tier I – 1.300.000 $ Hartplatz – 28E/32Q/16D/4Q                           | Cara Black Rennae Stubbs               | Daniela Hantuchová Ai Sugiyama           | 6:76, 7:64, 6:3   |
| 24.10.  | Generali Ladies Linz (Halle) Linz, Österreich Tier II – 585.000 $ Hartplatz – 28E/32Q/16D/4Q                  | Nadja Petrowa                          | Patty Schnyder                           | 4:6, 6:3, 6:1     |
| 24.10.  | Generali Ladies Linz (Halle) Linz, Österreich Tier II – 585.000 $ Hartplatz – 28E/32Q/16D/4Q                  | Gisela Dulko Květa Peschke             | Conchita Martínez Virginia Ruano Pascual | 6:2, 6:3          |
| 24.10.  | Gaz de France Stars (Halle) Hasselt, Belgien Tier III – 170.000 $ Hartplatz – 32E/32Q/16D/4Q                  | Kim Clijsters                          | Francesca Schiavone                      | 6:2, 6:3          |
| 24.10.  | Gaz de France Stars (Halle) Hasselt, Belgien Tier III – 170.000 $ Hartplatz – 32E/32Q/16D/4Q                  | Émilie Loit Katarina Srebotnik         | Michaëlla Krajicek Ágnes Szávay          | 6:3, 6:4          |
| 31.10.  | Advanta Championships (Halle) Philadelphia, Vereinigte Staaten Tier II – 585.000 $ Hartplatz – 28E/32Q/16D/4Q | Amélie Mauresmo                        | Jelena Dementjewa                        | 7:5, 2:6, 7:5     |
| 31.10.  | Advanta Championships (Halle) Philadelphia, Vereinigte Staaten Tier II – 585.000 $ Hartplatz – 28E/32Q/16D/4Q | Cara Black Rennae Stubbs               | Lisa Raymond Samantha Stosur             | 6:4, 7:64         |
| 31.10.  | Challenge Bell (Halle) Québec, Kanada Tier III – 170.000 $ Hartplatz – 32E/31Q/16D/4Q                         | Amy Frazier                            | Sofia Arvidsson                          | 6:1, 7:5          |
| 31.10.  | Challenge Bell (Halle) Québec, Kanada Tier III – 170.000 $ Hartplatz – 32E/31Q/16D/4Q                         | Anastassija Rodionowa Jelena Wesnina   | Līga Dekmeijere Ashley Harkleroad        | 6:74, 6:4, 6:2    |

### November
| Datum 1 | Turnier | Siegerin                     | Finalgegnerin            | Ergebnis       |
| ------- | --- | ---------------------------- | ------------------------ | -------------- |
| 07.11.  | Sony Ericsson WTA Tour Championships presented by Porsche Los Angeles, Vereinigte Staaten Masters – 3.000.000 $ Hartplatz – 8E/4D | Amélie Mauresmo              | Mary Pierce              | 5:7, 7:63, 6:4 |
| 07.11.  | Sony Ericsson WTA Tour Championships presented by Porsche Los Angeles, Vereinigte Staaten Masters – 3.000.000 $ Hartplatz – 8E/4D | Lisa Raymond Samantha Stosur | Cara Black Rennae Stubbs | 6:75, 7:5, 6:4 |